# Aquino (by)
 For alternative betydninger, se Aquino. (Se også artikler, som begynder med Aquino)
Aquino er en italiensk by (og kommune) i regionen Lazio i Italien, med omkring 4.932(2023) indbyggere.